# میلرتون (پنسیلوانیا)
میلرتون (به انگلیسی: Millerton) یک منطقهٔ مسکونی در ایالات متحده آمریکا است که در شهرستان تیوگا، پنسیلوانیا واقع شده‌است. میلرتون ۲٫۲ کیلومتر مربع مساحت و ۳۱۶ نفر جمعیت دارد.